# Шівая Субрамуніясвамі

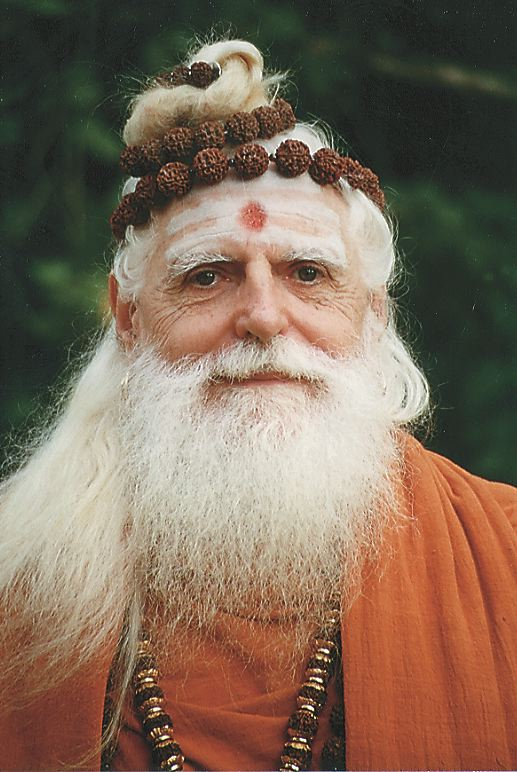
Шівая Субрамуніясвамі

Шівая Субрамуніясвамі (англ. Shivaya Subramuniyaswami; ім'я при народженні -Роберт Хансен, англ. Robert Hansen; 5 січня 1927-12 листопада 2001) - американський шайвістський гуру, письменник і проповідник; засновник і перший керівник церкви шайва-Сиддханта. Народився і виріс в Каліфорнії. У юному віці зробив подорож в Індію і на Шрі-Ланку, де прийняв шиваїзм, отримавши в 1949 році посвячення від гуру Йогасвамі з Джаффна. У 1970 - ті роки заснував індуїстський монастир на острові Кауаї і журнал «Hinduism Today». Шівая Субрамуніясвамі відіграв велику роль у поширенні шиваїзма на Заході. Є автором понад 30 книг на тему індуїзму, йоги і медитації. 